# Submersió
En matemàtiques, i més específicament en geometria diferencial, topologia diferencial i àrees relacionades, una submersió és un tipus especial d'aplicació entre varietats diferenciables.
En algun sentit, el concepte de submersió és dual del d'immersió.

## Definició
Sigui f: M → N una aplicació diferenciable entre dues varietats diferenciables. Es diu que f és una submersió en un punt p de M si la seva aplicació tangent en p, Tpf: TpM → Tf(p)N, és suprajectiva.
Es diu que f és una submersió quan ho és en tot punt.
Si N té dimensió n, afirmar que f és una submersió equival a afirmar que té rang constant (màxim) igual a n.
La definició de submersió es pot aplicar més generalment a aplicacions de classe C¹.
Com que els subconjunts oberts dels espais euclidians són varietats diferenciables, la definició de submersió també s'aplica a les aplicacions entre aquells. En aquest cas, una aplicació f: U → V entre conjunts oberts de Rm i Rn és una submersió en p quan la seva derivada Dpf, o la seva matriu jacobiana Jf(p), tenen rang (màxim) n.

## Discussió i propietats
El conjunt de punts de M on f és una submersió és obert.
D'acord amb el teorema de redreçament del domini amb un canvi de coordenades en la varietat de partida, una submersió es pot expressar com la projecció de Rm sobre Rn tal que F(x,y) = (x). Això prova que una submersió és una aplicació oberta.
D'altra banda, si f és una submersió en p, es diu que p és un punt regular de f; altrament, es diu punt singular. Un punt q de N es diu valor regular quan la seva fibra per f, és a dir, la seva antiimatge f -1(q), no conté més que punts regulars. La fibra d'un valor regular és sempre una subvarietat. En particular, totes les fibres d'una submersió són subvarietats.
Si f és una submersió, per bé que totes les seves aplicacions tangents són suprajectives, la pròpia f no té per què ser suprajectiva. Tanmateix, com que f és oberta, la seva imatge és una subvarietat oberta de N, la qual cosa permet, si es vol, limitar-se a considerar submersions suprajectives.
ExempleL'aplicació f: R3 → R tal que f(x,y,z)=x²+y²+z² és una submersió en tot punt diferent de (0,0,0). Les fibres f -1(r), per a r>0, són les esferes de centre l'origen. La mateixa aplicació, considerada de R3–{0} en ]0,+∞[, és una submersió suprajectiva.
Els difeomorfismes locals són submersions que són alhora immersions. Per tant, en particular els revestiments diferenciables són submersions.

## Submersions suprajectives i relacions d'equivalència regulars
Una submersió suprajectiva f: M → N també s'anomena varietat fibrada. La raó d'això és que es pot escriure M com la unió de les fibres Lq, que són subvarietats de M parametritzades pels punts q de N.
Les submersions suprajectives es corresponen amb certs tipus especials de relacions d'equivalència en una varietat: la pertinença a una mateixa fibra d'una submersió és una relació d'equivalència, i, recíprocament, una relació d'equivalència regular R en M permet definir una estructura de varietat diferenciable en el conjunt quocient M/R tal que la projecció canònica és una submersió.

## Submersions suprajectives i espais fibrats
Un concepte relacionat molt proper al de varietat fibrada és el d'espai fibrat o fibració. Tanmateix, en aquest cas cal l'acompliment d'una condició més forta, la condició de trivialitat local: per a un obert V de N prou petit, es té que f -1(V) és difeomorf a un producte V×F on F és una altra varietat, anomenada fibra típica.
Segons el teorema d'Ehresmann, una submersió suprajectiva pròpia (aquesta propietat es compleix sempre que M sigui compacta) f: M → N és una fibració.
Exemple
La projecció f: R² → R tal que f(x,y)=x és una fibració. Tanmateix, l'aplicació g: R²–{0} → R obtinguda de f restringint-ne el domini és una submersió suprajectiva però no una fibració.